# Conseller en cap

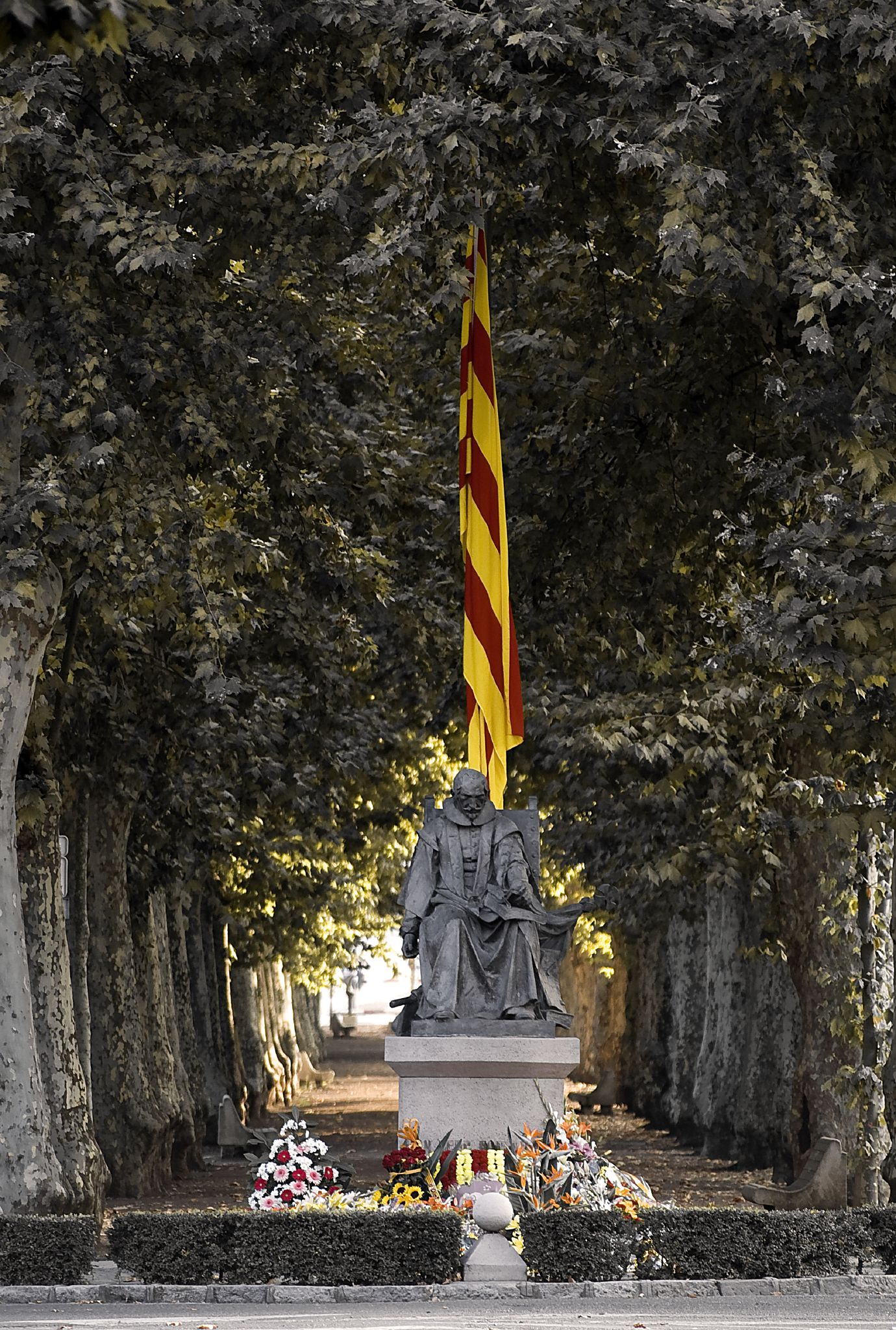
Monument à Joan Pere Fontanella, conseiller en chef durant la guerre des Faucheurs.

Le conseiller en chef de Barcelone (en catalan : conseller en cap) s'occupait du gouvernement de la ville de Barcelone, avec l'aide du Conseil des Cent. Il était également assisté de six conseillers.
Le premier à occuper cette fonction est Ponç d'Alest en 1257. Les décrets de Nueva Planta abolirent cette fonction, en même temps que les autres institutions catalanes. Rafael Casanova i Comes fut le dernier titulaire.
Plusieurs siècles après son abolition, le gouvernement de Jordi Pujol de la coalition CiU utilisa la dénomination de conseller en cap pour promouvoir le candidat Artur Mas comme successeur de Pujol à la présidence de la Généralité de Catalogne pour les élections au Parlement de Catalogne de 2003